# Soste
Soste, i föreningsregistret skrivet som SOSTE Suomen sosiaali ja terveys ry, på svenska Finlands social och hälsa rf, är en finländsk nationell paraplyorganisation för organisationer inom social- och hälsovårdssektorn. Den samlar över 230 organisationer inom social- och hälsovårdssektorn samt flera tiotals andra samarbetspartner för att bygga förutsättningar för social välfärd och hälsa, möjligheter till deltagande samt ett rättvist och ansvarsfullt samhälle. Sostes samarbetspartner inkluderar andra aktörer inom social- och hälsovårdssektorn, såsom till exempel kommuner, regionala och lokala social- och hälsovårdsorganisationer eller föreningar nära social- och hälsovårdssektorn. Sostes vision är ett gott liv för alla, tillsammans gjort.
Sostes generalsekreterare är Vertti Kiukas. 
Soste anordnade tidigare vartannat år MS Soste-utbildningskryssningen och Soste-talk!-stortevenemanget, som sedan dess har upphört av besparingsskäl. Soste publicerar många olika publikationer om föreningsfältet och social- och hälsovårdstjänster mest på finska. Av publikationerna utkommer regelbundet Socialbarometern och Föreningsbarometern. Socialbarometern har utkommit sedan 1990-talet och undersöker finländarnas välbefinnande, tjänster och tillståndet i servicesystemet. Föreningsbarometern samlar information om social- och hälsovårdsorganisationernas verksamhet, verksamhetsförutsättningar, verksamhetsmiljö och förändringar i dessa. Föreningsbarometern har gjorts sedan 2006.